# 50 Cent: Blood on the Sand
50 Cent: Blood on the Sand – gra komputerowa autorstwa studia Swordfish Studios i wydana przez THQ na konsole PlayStation 3 oraz Xbox 360. Gra ukazała się 20 lutego 2009 w Europie i 24 lutego tego samego roku w Ameryce Północnej. Jest to kontynuacja gry 50 Cent: Bulletproof z 2005 roku. Studio Rainmaker Entertainment wykonało trailer gry.

## Fabuła
Gra Blood on the Sand nie kontynuuje fabuły poprzedniego tytułu. Scenariusz wplątuje 50 Centa w walkę z międzynarodową siatką gangsterską. Obok niego odwzorowano takie osoby jak Tony Yayo, Lloyd Banks, czy DJ Whoo Kid.